# Etikettierungsansatz
Der Etikettierungsansatz (auch: Definitions- oder sozialer Reaktionsansatz, Etikettierungsperspektive, Kontrollparadigma; englisch: labeling approach/theory) ist eine soziologische bzw. kriminologische Denkrichtung, infolge dessen sich abweichendes Verhalten bzw. Kriminalität vor dem Hintergrund sozialer Normen erklären lässt. Der „Abweichung“ kommt demnach keine ontologisch begründbare Eigenschaft zu, sie ist vielmehr sozial zugeschrieben und nicht objektiv vorhanden. Der Etikettierungsansatz unterscheidet sich grundlegend von ätiologischen Abweichungs- und Kriminalitätserklärungen. Der Etikettierungsansatz wurde ursprünglich hauptsächlich von der kritischen Kriminologie aufgegriffen, wurde jedoch bereits vor längerer Zeit auch (als einer von mehreren Ansätzen) in den kriminologischen Mainstream integriert.

## Deobjektivierung von Abweichung
„Klassische“ Kriminal- und Devianzsoziologie geht von der Gegebenheit sozialer Normen und der damit prinzipiell eindeutig möglichen Feststellung von Abweichung aus. In ihr sind Normen soziale Tatsachen, die im Vergleich mit sozialem Handeln eine eindeutige Einordnung einer solchen Handlung als kriminell oder abweichend erlauben. Auf Basis dieser Annahme fragen klassische Ansätze danach, warum diese Handlung vollzogen wurde; sie fragen nach den Ursachen, warum eine Person kriminell oder abweichend geworden ist. Daher wird diese Position auch ätiologische, d. h. ursachenforschende Perspektive genannt.
Der Labeling-Ansatz geht nicht länger von einer solchen Eindeutigkeit von Abweichung aus. Frühe Vertreter des Ansatzes kommen in den USA aus der Schule des symbolischen Interaktionismus. Dieser steht auf der Basis der Prämisse, dass soziale Phänomene jedweder Art nicht bereits Bedeutungen mit sich bringen, sondern in sozialen Aushandlungsprozessen mit Bedeutung belegt werden. Auf die Abweichung bezogen bedeutet dies, dass Handlungen nicht bereits für sich kriminell oder abweichend sind, sondern in einem sozialen Aushandlungsprozess erst als solche definiert werden müssen.
Das lässt die Frage nach den Gründen und Bedeutungen, die das jeweilige Individuum für sein Handeln benennen könnte, zunächst in den Hintergrund treten. Wenn das Verhalten nicht bereits eine objektive Bedeutung „abweichend“ mit sich bringt, sondern diese ihre Bedeutung erst in einem Aushandlungsprozess gewinnt, ist die Frage „warum wird die Person kriminell?“ verkürzend. Die im Zuge dieser Perspektive für wichtig erachteten Fragen lauten daher vielmehr: Makro - Wozu werden bestimmte Kategorien von Verhalten als „kriminell“ oder als „abweichend“ definiert? Mikro - Weshalb wurde genau dieses konkrete Verhalten in diese Kategorie erfolgreich eingeordnet? Wer hat diese Einordnung, von welcher sozialen Position aus, vorgenommen? Mit welcher Autorität und welcher Definitionshoheit? Mit welchen Folgen, für wen? Gegen wessen Widerstand? Die Perspektive richtet ihren Blick also zunächst einmal weg von der als „abweichend“ etikettierten Person, hin auf die Interessen und praktischen Folgen, die mit der Produktion und der Vergabe solcher Etiketten für „abweichendes Verhalten“ einhergehen.

## Ursprünge und Weiterentwicklungen des Etikettierungsansatzes
Als ursprünglichste Quelle wird i. d. R. Frank Tannenbaums Satz „The young delinquent becomes bad because he is defined as bad“ (1938) genannt, wenn auch Tannenbaums Einfuß auf die weitere Entwicklung des Etikettierungsansatzes als relativ gering eingeschätzt wird. Sodann wird vorgebracht, dass die Perspektive des Etikettierungsansatzes, sich im Rahmen der Kriminologie nicht nur mit den Gesetzesübertretungen, sondern auch mit Fragen der Normsetzung und Normanwendung zu beschäftigen, implizit bereits bei Edwin H. Sutherland angelegt gewesen sei. Sutherland bezeichnete diese Prozesse als drei Aspekte einer ziemlich eng verbundenen Interaktionskette.
Eine frühe soziologische Formulierung findet sich dann bei Edwin M. Lemert, der 1951 zwischen „primärer“ und „sekundärer“ Devianz unterscheidet und damit einen Grundstein für die Karrierethese legt. Als frühe Kernquelle des Ansatzes gilt eine Sammlung von in den 1950er Jahren erschienenen und 1963 im Buch Outsiders zusammengefassten Aufsätzen von Howard S. Becker, in dem der meistzitierte Abschnitt des Ansatzes zu finden ist:
“Deviance is not a quality of the act the person commits, but rather a consequence of the application by others of rules and sanctions to an ‘offender.’ The deviant is one to whom the label has successfully been applied; deviant behavior is behavior that people so label.”
(Devianz ist nicht die Tat an sich, sondern vielmehr die Folge der Anwendung von Regeln und Sanktionen auf einen „Straftäter“. Der Deviante ist jemand, dem das Etikett erfolgreich aufgeklebt wurde; deviantes Verhalten ist Verhalten, das von der Gesellschaft als solches definiert wird.)
Jedoch unterschied Becker weiterhin zwischen „Normbrüchen“ einerseits und „Abweichung“ andererseits, was Abweichung zur Zuschreibung, Normbruch jedoch zur Tatsache machte. Lemert argumentierte ganz ähnlich, als er „primäre Abweichung“ von „sekundärer“ unterschied und damit die Zuschreibung hinter die Abweichung treten ließ (bzw. das so gelesen wurde). Gegen beide argumentierten Malcolm Spector und John I. Kitsuse, dass die Neuausrichtung hin zu Zuschreibungsprozessen hier nur teilweise erfolgt sei. In Deutschland ist derselbe Kritikpunkt bei Wolfgang Keckeisen zu finden. Richtig verstanden seien Normbrüche im Etikettierungsansatz ebenso wie Abweichung nicht vorhanden, sondern in sozialen Aushandlungsprozessen zugeschrieben.
Auf der Basis, dass alle Abweichung Zuschreibung sei, kommen in der Folge zwei Diskussionen auf. (1) Stigmatisierungsvorwurf: Wenn Abweichung „nur“ zugeschrieben ist, sind die „Täter“ – d. h. die, denen Kriminalität oder Abweichung zugeschrieben wurde – nun als Opfer von Stigmatisierungsprozessen zu verstehen? (2) Relativismusvorwurf: Wenn alle Abweichung, in der Tat alle Benennung, Zuschreibung ist, wird dadurch das Feld in den Raum größtmöglicher Beliebigkeit gestürzt?

### Stigmatisierungsvorwurf
Die Analyse von Zuschreibungen und Stigmatisierungen ließ schnell Sympathien für die Stigmatisierten aufkommen. Erving Goffman analysiert den Umgang mit der „beschädigten Identität“, und Howard Becker stellt fest, dass der Soziologe, der ethnographische Arbeit mit Außenseitern mache, gar nicht umhinkomme, Sympathien für diese an den Rand gedrängten Menschen zu entwickeln und sie oft als „more sinned against than sinning“ wahrzunehmen. (Das zeugt von der Nähe der Labeling-Schule zur ethnographischen Chicagoer Schule, aus deren Kontext der Interaktionismus und damit der Labeling-Ansatz stammt.)
Die Behauptung, Abweichler seien nur jene, die dieses Etikett in einem sozialen Prozess erhalten, rief scharfe Kritik hervor. Wenn die „Täter“ in Wahrheit Empfänger öffentlicher Etikettierungen seien, degradiere sie das zu „Reaktionsdeppen“, die ohne eigene Verantwortung in eine stigmatisierte Rolle gedrängt wurden.
Ronald Akers stellte beißend fest: “One sometimes gets the impression from reading this literature that people go about minding their own business, and then – ‘wham’ – bad society comes along and slaps them with a stigmatized label.” Die „Befreiung“ der Stigmatisierten kann große öffentliche Zustimmung erfahren, geht es um sexuelle Individualitäten oder persönlichen Drogenkonsum. Allerdings fragt Helge Peters: „Wer sähe Skinheads gerne als Adressaten der Stigmatisierung von Instanzen sozialer Kontrolle, als deren Konstrukt?“
Das war jedoch nicht die Zielsetzung des Ansatzes. Edwin Lemert hat sich von dieser Stigmatisierungslesart des Ansatzes deutlich distanziert und nennt sie „a disservice to Mead“, nämlich ein Zurücktreten hinter die pragmatistische und interaktionistische Idee, dass alle Bedeutung eine soziale Zuschreibung ist, die in einem sozialen Aushandlungsprozess aufkommt, in dem alle Beteiligten als Handelnde aufgefasst werden. Dass Menschen nur in eine abweichende Rolle gelangen, wenn ihnen von ihrem sozialen Umfeld eine solche zugeschrieben wird, d. h. wenn sie verlieren, macht diese Zuschreibung zudem nicht richtig oder falsch; Zuschreibungen sind im Labeling-Ansatz nicht als richtig oder falsch vormarkiert (dann wären sie wieder objektiviert), sondern einfach nur vorhanden oder eben nicht, in unterschiedlichen Gruppen auch regelmäßig unterschiedlich vorhanden. „Der LA bringt aber nicht bereits eine Verurteilung einer Stigmatisierung mit, schließt eine (irgendeine) solche Verurteilung (d. h.: die Stigmatisierung einer bestimmten Stigmatisierung) jedoch auch niemals aus.“ Das macht solche Zuschreibungen konfliktisch und damit politisch; Edwin Schur spricht hier von „stigma contests“, Stigmawettbewerben, in denen verschiedene Gruppen über die Benennung von Handlungen Einfluss zu gewinnen suchen.

### Relativismusvorwurf
Aufgrund der Position des Etikettierungsansatzes, dass nichts bereits von sich aus abweichend ist, sondern erst in einem sozialen Prozess der Benennung seine Bedeutung als abweichend erfährt, wurde dem Ansatz der Vorwurf der absoluten Beliebigkeit gemacht.

## Beispiel
Helge Peters bietet hier das berühmte Beispiel der zwei Frauen – eine arm, eine reich –, die eine Flasche Parfum im Geschäft in ihre Tasche stecken und die Räume verlassen, ohne zu zahlen. Im Alltagsumgang würden wir von beiden als Ladendiebinnen sprechen und dies als objektive Tatsache der Situation gelten lassen wollen.
Der Etikettierungsansatz jedoch würde dies als eine Fehlannahme deuten: Eine Diebin ist die Frau dann, wenn definiert wird, sie habe die Flasche gestohlen – juristisch: wenn gerichtlich festgestellt wird, sie habe den Gewahrsam an einer fremden, beweglichen Sache gebrochen und neuen Gewahrsam begründet, und dies vorsätzlich und mit Zueignungsabsicht. Keines dieser Tatbestandsmerkmale liegt in der Welt. Es muss vielmehr von dazu berechtigten Akteuren so festgestellt werden.
Während solche Feststellungen in vielen Alltagssituationen offensichtlich scheinen, sind sie es nicht. Sie können alle in einem Aushandlungsprozess in Frage gestellt werden. Problematisch ist vor allem die Frage der Absicht. Absicht wird festgestellt, indem Absicht gestanden und dem Geständnis geglaubt wird, oder im Falle eines Fehlens eines Geständnisses durch die Rekonstruktion von Motiven. Während der armen Frau problemlos das Motiv zuzuschreiben ist, sie habe das Parfum gewollt, aber nicht zahlen können und habe es daher gestohlen, scheitert diese Rekonstruktion des Motivs im Fall der reichen Frau. Das bringt, bei Fehlen eines Geständnisses, die Zuschreibung der Absicht zum Scheitern. Da der Erwartungsbruch jedoch erklärt werden muss, besteht nun die Chance, dieses Wegnehmen als Symptom einer „Kleptomanie“ zu definieren: Die Frau wäre in der Folge krank, nicht kriminell.

## Nebenfolgen des Etikettierungsansatzes
Auf Basis der Positionen des Etikettierungsansatzes kamen Karrieremodelle, Institutionenforschung und Strafrechtskritik als Nebenfolgen auf. Diese sind aber nicht als konstituierende Elemente des Ansatzes zu verstehen und werden von Vertretern des Ansatzes nicht universell geteilt.

### Karrieremodelle
Schon die frühen Vertreter des Etikettierungsansatzes boten Ansätze für Karrieremodelle, die davon ausgingen, dass Dramatisierung von Erwartungsbrüchen das spätere Verhalten der Person in Richtung stärkerer und wiederholter Abweichung beeinflusse. Das war schon bei Tannenbaum zu finden (s. o.). Bei Lemert liegt dieser Gedanke in der Trennung von „primärer“ und „sekundärer“ Abweichung, bei Becker in der Figur der „selbsterfüllenden Prophezeiung“. In Deutschland hat z. B. Stephan Quensel hieraus ein Stufenmodell der kriminellen Karriere konstruiert.
Die Grundannahmen des Karrieremodells basieren auf der Position, dass Abweichung und Kriminalität wie auch persönliche Identitäten letztlich in sozialen Aushandlungsprozessen, damit in einem Zusammenspiel von Fremd- und Selbstzuschreibungen entstehen. Wenn in einem Fall eine Rollenzuschreibung erfolgt ist, steht diese im sozialen Raum als „Erinnerung“ zur Verfügung, die nun Folgen hat: Da soziales Handeln nicht bereits Bedeutung mit sich bringt, sondern erst interpretiert werden muss (s. o.), ist immer eine Breite unterschiedlicher Bedeutungszuschreibungen möglich. Hat eine Person bereits eine Vorgeschichte als „abweichend“, „kriminell“ o. ä., beeinflusst das die spätere Interpretation ihrer Handlungen. Das ist z. B. im Rahmen der Betrachtung der Psychiatrie kenntlich geworden: Wenn eine Zuschreibung als „psychisch krank“ besteht, werden Verhaltensweisen, die sonst als unauffällig normalisiert worden wären, plötzlich zu Symptomen. David Rosenhans berühmtes Psychiatrieexperiment zeigt, wie bei Scheinpatienten, die sich aufgrund vorgespiegelter Psychosen einweisen ließen, nun in allen Handlungen symptomatisches Verhalten gesehen wurde. Seit 2019 wird allerdings bezweifelt, ob Rosenhan das Experiment tatsächlich wie geschildert durchgeführt hat. Bestehende abweichende Rollenzuschreibungen beeinflussen die Interpretation von Handlungen weg von Normalisierung und hin zur Entdeckung neuer Anhaltspunkte für „Abweichung“. Das gilt nicht nur für bereits aufgegriffene Personen, sondern auch für solche, die den „Profilen“ bereits aufgegriffener entsprechen.
Zudem sehen sich bereits straffällig gewordene Personen verstärkter sozialer Kontrolle und damit einem höheren Risiko ausgesetzt, aufgegriffen zu werden. Sie existieren bereits in Polizeikarteien, werden regelmäßig zum Kreis der Verdächtigen gezählt, wenn ähnliche Delikte aufzudecken sind und finden sich häufiger unter polizeilicher Kontrolle wieder. Diese Mikroverstärkung geht einher mit einer Makroverstärkung: In Gegenden, in denen „bekannte Verbrecher“ leben – d. h. zumeist Gegenden mit niedrigem Einkommen und geringem Bildungsniveau – wird stärker kontrolliert und patrouilliert. Kommen diese Faktoren zusammen, können dadurch Rollenverfestigungen entstehen. Wird die Person mit sozialen Erwartungen konfrontiert, „abweichend“ zu sein, kann gerade das zu einer Rollenannahme führen.

### Institutionenforschung
Die Grundannahme des Etikettierungsansatzes, dass Abweichung zumindest auch Folge einer äußeren Zuschreibung sei, hat zu einer verstärkten Beschäftigung mit Institutionenforschung geführt. Wenn Abweichung eine äußere Zuschreibung ist, dann sind die Richter die Täter, der Stigmatisierte das Opfer. Die kritische Rezeption argumentiert hier, dass die Zuschreibung von abweichenden Identitäten auf Personen und der Bedeutung „abweichend/kriminell“ auf Kategorien von Handlungen das Ergebnis von Macht- und Herrschaftsverhältnissen seien, weshalb die mächtigen Institutionen analysiert werden müssten. Die „ungleiche Verteilung der Macht in den verschiedenen Schichten und der in bezug darauf relativen Macht der Behörde“ ist der Grund, weshalb „das Label nur in der Mittelschicht“ „wirklich ausgehandelt“ werde, während es „der Unterschicht […] schlicht zugewiesen“ werde.
Das widerspricht, wie oben in „Stigmatisierung“ besprochen, jedoch der interaktionistischen Grundannahme, dass Bedeutungen nicht unilateral zugewiesen, sondern in einem sozialen Prozess ausgehandelt werden, und das in einem Feld, auf dem Objekte und Personen immer bereits mit einer Geschichte von Bedeutungszuschreibungen auftreten, die allerdings geöffnet und verschoben werden können. Daher wird gegen diese Ausrichtung ins Feld geführt: „Auch eine Verankerung des Ansatzes in Machtstrukturen und die Trennung zwischen Macht und Recht widerspricht seinen pragmatistisch-interaktionistischen Wurzeln“. Eine Theorie, die Abweichung und Identität nicht länger als in der Welt auffindbare Objekte mit auffindbaren Bedeutungen thematisiert, kann dies auch für „Macht“ nicht tun.